# Aeroporto Internazionale Jorge Wilstermann
L'Aeroporto Internazionale Jorge Wilstermann (IATA: CBB, ICAO: SLCB) (in spagnolo Aeropuerto Internacional Jorge Wilstermann), è uno scalo aeroportuale boliviano situato ai margini sudorientali del tessuto urbano della città di Cochabamba, capoluogo dell'omonimo dipartimento e della provincia di Cercado.

## Struttura

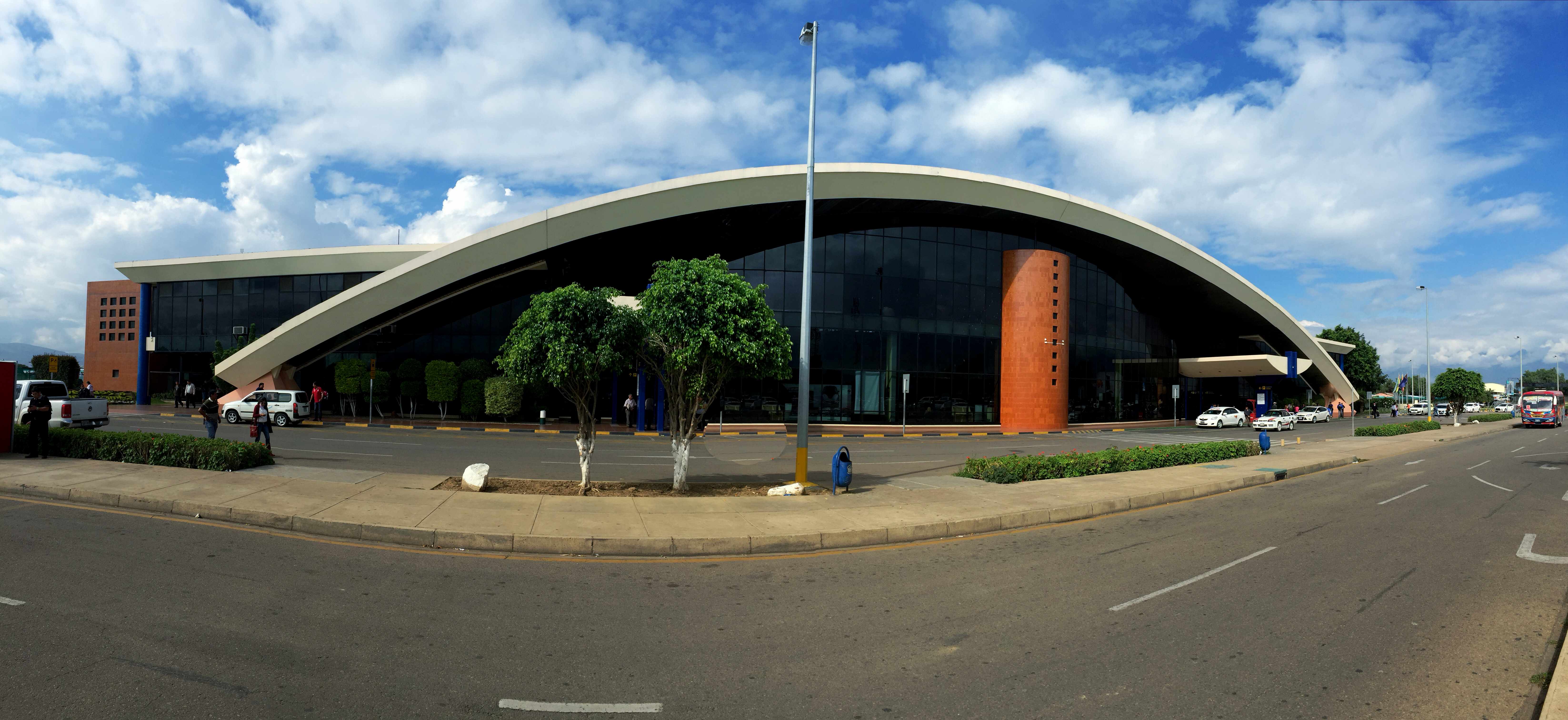
Il terminal passeggeri.

La struttura, intitolata alla memoria di Jorge Wilstermann, primo pilota civile del paese sudamericano, è posta a 2 548 m s.l.m. (8360 ft), e comprende una torre di controllo del traffico aereo, un terminal passeggeri, strutture di servizio e ricovero velivoli e due piste, la maggiore lunga 3 800 e larga 45 m (12 467 x 148 ft), con orientamento 14/32, la seconda con dimensioni 2 650 x 45 m (8 694 x 148 ft) e orientamento 4/22, entrambe con superficie in asfalto e dotate di sistema luminoso di avvicinamento PAPI.
L'aeroporto, gestito da Servicios de Aeropuertos Bolivianos S.A. (SABSA), è del tipo misto, civile e militare, ed è aperto al traffico commerciale.

## Incidenti
Numerosi sono gli incidenti che coinvolgono lo scalo, sia all'interno della struttura che nei pressi, e sia per voli da qui partiti o che ne avevano la destinazione.
Tra quelli più gravi si ricorda quello del 5 febbraio 1960, quando un Douglas DC-4 della compagnia aerea Lloyd Aéreo Boliviano (LAB) con destinazione Aeroporto Internazionale di El Alto, probabilmente a causa dell'incendio a uno dei due motori, si schiantò poco dopo il decollo, nella laguna Huañacota, a 15 km a sud dell'aeroporto. In questo dei 59 occupanti, 4 membri dell'equipaggio e 55 passeggeri, tutti, tranne una bambina di due anni, rimasero uccisi sul colpo. La bimba, inizialmente sopravvissuta all'impatto, morì mentre era in viaggio verso l'ospedale.